# Johannes Worth
Johannes Worth (* 1604 in Rietberg; † 10. April 1671 im Kloster Grafschaft) war von 1633 bis 1671 Abt des Klosters Grafschaft.

## Leben
Er legte 1625 die Profess ab und wurde zu einem nicht mehr näher bestimmbaren Zeitpunkt zum Priester geweiht. Am 8. April 1633 wurde nach dem Wechsel von Gabel Schaffen in das Abdinghofkloster als jüngster Konventuale zum Abt des Klosters Grafschaft gewählt. Worth wurde auch Nachfolger Schaffens als Dechant der Bursfelder Kongregation.
Zu seiner Zeit fanden 1641 die Kinderhexenprozesse von Grafschaft statt. Nach einem Geständnis wurde der mit zwölf Jahren älteste Verdächtigte hingerichtet. Die anderen beschuldigten Kinder wurden in die Klöster Grafschaft, Glindfeld und Wedinghausen eingewiesen, um Buße zu tun. Nachdem die Kinder wieder in ihre Familien zurückgekehrt waren, behaupteten sie ungefragt, weiterhin hexen zu können, es kam daraufhin zu erneuten Verfahren. Diese erwiesen sich wegen der Jugendlichkeit der Beschuldigten aber als schwierig. Schließlich wurden die vier Kinder nach Arnsberg gebracht und das Verfahren von dem dortigen Hexenkommissar übernommen. Die Hinrichtung durch Köpfen erfolgte ungewöhnlicherweise in Köln. 
Seine Amtszeit fiel auch in Zeit des Dreißigjährigen Krieges. Die Klöster der Region litten unter den Übergriffen insbesondere der Soldaten des Herzogs Christian von Braunschweig. Stark betroffen war das dem Kloster Grafschaft unterstellte Nonnenkloster Odacker. Nach 1648 stellte Johannes Worth das Kloster wieder her und sammelte die verstreuten Nonnen. 
Nachdem Ferdinand von Fürstenberg 1661 zum Bischof von Paderborn gewählt worden war, machte er von Rom kommend im Kloster Grafschaft Station, dessen Vogtei seine Familie innehatte. Er äußerte sich angetan über die klösterliche Disziplin und die Sauberkeit von Kloster und Kirche. Er stiftete daraufhin neue Altäre sowie mehrere Jahresgedächtnisse für seine Familie. Diese Memorien wurden mindestens bis ins 19. Jahrhundert abgehalten. Bei einem weiteren Besuch 1668 wurde vereinbart, dass dem Wappen der Familie Fürstenberg wegen der Schutzvogtei über Grafschaft die zwei roten, im goldenen Feld aufrecht stehenden Balken des Klosterwappens hinzugefügt werden.
Nach seinem Tod wurde Worth in der Mitte des Chores der Klosterkirche bestattet.